# Liste der Innenminister von Schleswig-Holstein
Dieser Artikel enthält eine Liste der Innenminister von Schleswig-Holstein.

## Innenminister Schleswig-Holstein (seit 1946)
| Name                                                                  | Amtsantritt                                                    | Kabinett                                     | Partei                         |
| Minister für Innere Verwaltung                                        | Minister für Innere Verwaltung                                 | Minister für Innere Verwaltung               | Minister für Innere Verwaltung |
| --------------------------------------------------------------------- | -------------------------------------------------------------- | -------------------------------------------- | ------------------------------ |
| Hermann von Mangoldt                                                  | 11. April 1946                                                 | Steltzer I                                   | CDU                            |
| Minister für Inneres                                                  |                                                                |                                              |                                |
| Hermann Lüdemann                                                      | 23. November 1946 29. April 1947                               | Steltzer II Lüdemann                         | SPD                            |
| Wilhelm Käber                                                         | 6. November 1947 29. August 1949                               | Lüdemann Diekmann                            | SPD                            |
| Paul Pagel                                                            | 5. September 1950 25. Juni 1951 27. Juli 1951 11. Oktober 1954 | Bartram Lübke I Lübke II von Hassel I        | CDU                            |
| Kai-Uwe von Hassel (kommissarisch)                                    | 11. August 1955                                                | von Hassel I                                 | CDU                            |
| Helmut Lemke                                                          | 25. November 1955 27. Oktober 1958 7. Januar 1963              | von Hassel I von Hassel II Lemke I           | CDU                            |
| Hartwig Schlegelberger                                                | 30. April 1963 3. Mai 1967                                     | Lemke I Lemke II                             | CDU                            |
| Rudolf Titzck                                                         | 24. Mai 1971 26. Mai 1975 29. Mai 1979                         | Stoltenberg I Stoltenberg II Stoltenberg III | CDU                            |
| Uwe Barschel                                                          | 1. Juli 1979                                                   | Stoltenberg III                              | CDU                            |
| Karl Eduard Claussen                                                  | 4. Oktober 1982 13. April 1983 2. Oktober 1987                 | Barschel I Barschel II Schwarz               | CDU                            |
| Hans Peter Bull                                                       | 31. Mai 1988 5. Mai 1992 19. Mai 1993                          | Engholm I Engholm II Simonis I               | SPD                            |
| Ekkehard Wienholtz                                                    | 25. Januar 1995 22. Mai 1996                                   | Simonis I Simonis II                         | SPD                            |
| Klaus Buß                                                             | 28. März 2000                                                  | Simonis III                                  | SPD                            |
| Ralf Stegner                                                          | 27. April 2005                                                 | Carstensen I                                 | SPD                            |
| Lothar Hay                                                            | 15. Januar 2008                                                | Carstensen I                                 | SPD                            |
| Rainer Wiegard                                                        | 22. Juli 2009                                                  | Carstensen I                                 | CDU                            |
| Klaus Schlie                                                          | 27. Oktober 2009                                               | Carstensen II                                | CDU                            |
| Minister für Inneres und Bundesangelegenheiten                        |                                                                |                                              |                                |
| Andreas Breitner                                                      | 12. Juni 2012                                                  | Albig                                        | SPD                            |
| Stefan Studt                                                          | 26. September 2014                                             | Albig                                        | SPD                            |
| Minister für Inneres, ländliche Räume und Integration                 |                                                                |                                              |                                |
| Hans-Joachim Grote                                                    | 28. Juni 2017                                                  | Günther I                                    | CDU                            |
| Minister für Inneres, ländliche Räume, Integration und Gleichstellung |                                                                |                                              |                                |
| Sabine Sütterlin-Waack                                                | 28. April 2020                                                 | Günther I                                    | CDU                            |
| Minister für Inneres, Kommunales, Wohnen und Sport                    |                                                                |                                              |                                |
| Sabine Sütterlin-Waack                                                | 29. Juni 2022                                                  | Günther II                                   | CDU                            |